# Platero y yo
Platero y yo es una obra  del escritor español Juan Ramón Jiménez publicada en 1914, que recrea poéticamente la vida del asno Platero, su inseparable amigo de niñez y juventud. Es muy célebre el primer párrafo:

Platero es pequeño, peludo, suave; tan blando por fuera, que se diría todo de algodón, que no lleva huesos. Sólo los espejos de azabache de sus ojos son duros cual dos escarabajos de cristal negro. Lo dejo suelto y se va al prado y acaricia tibiamente con su hocico, rozándolas apenas, las florecillas rosas, celestes y gualdas... Lo llamo dulcemente: ¿Platero?, y viene a mí con un trotecillo alegre, que parece que se ríe, en no sé qué cascabeleo ideal...

El libro está constituido por breves estampas que entre sí no guardan un orden temático y responden a impresiones, sensaciones y recuerdos de Moguer en la etapa infantil de Juan Ramón Jiménez. Aparece como un diario en donde se detallan los aspectos más interesantes de la realidad, del pensamiento y del sentimiento del autor. Sin embargo, ni es un diario ni un libro autobiográfico, sino una selección de historias tomadas de un mismo ambiente real y escogidas entre los múltiples recuerdos del pasado.

## Historia
La primera edición se publicó en 1914 (Ediciones de la lectura) con 136 páginas, y en 1917 se publicó la edición completa, compuesta por 138 capítulos en 142 páginas (Editorial Calleja, Madrid). Quedaba explícito que Platero era un texto para adultos, aunque por su sencillez y transparencia se adecuara perfectamente a la imaginación y al gusto de los niños. Algunos capítulos encerraban una cierta crítica social, revelando una dimensión del autor que muchos tardaron en advertir. El propio Juan Ramón Jiménez, en un «prologuillo» a la edición, aclaraba: «Yo nunca he escrito ni escribiré nada para niños, porque creo que el niño puede leer los libros que lee el hombre, con determinadas excepciones que a todos se le ocurren».

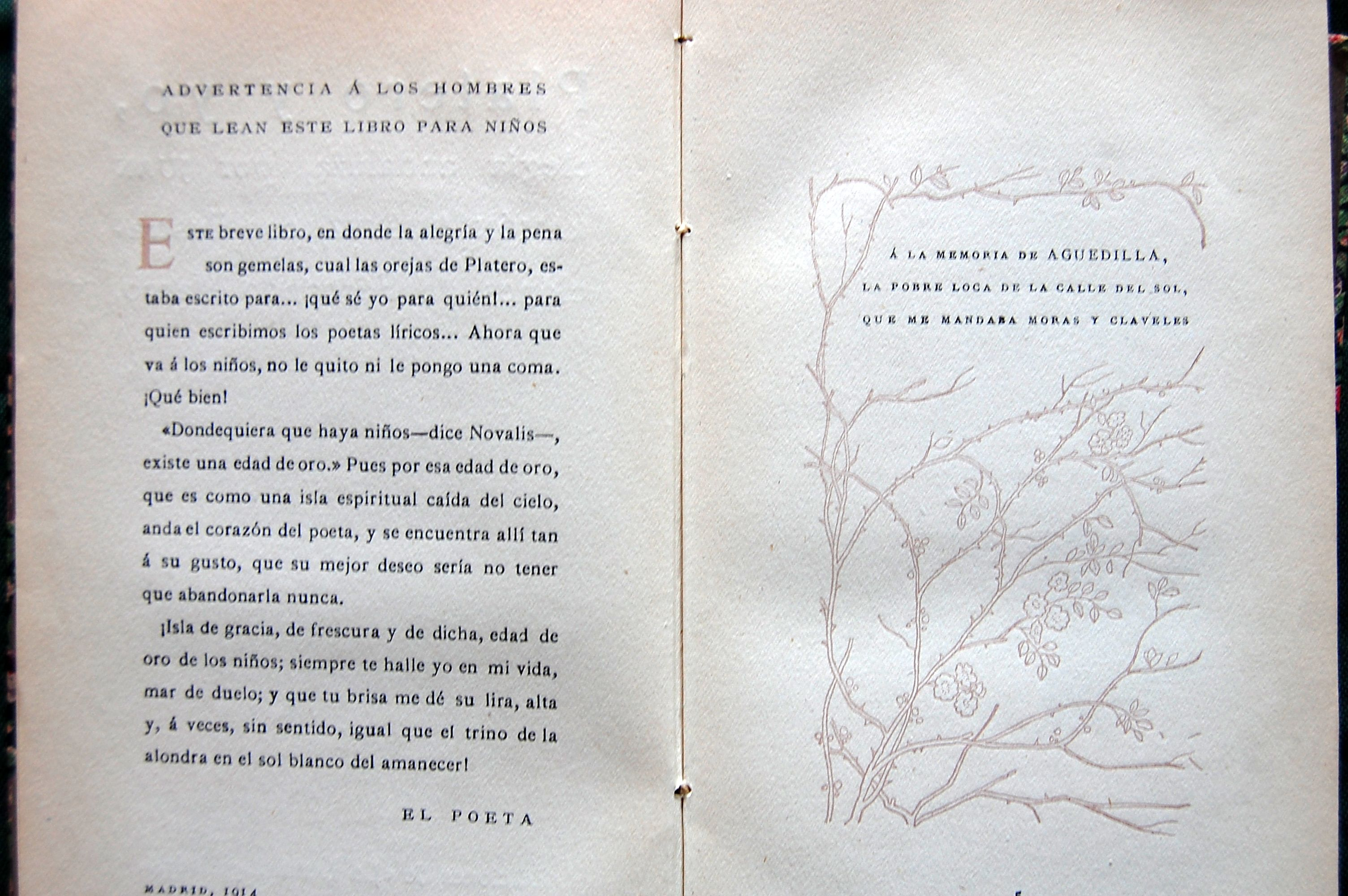
"Advertencia" de Juan Ramón Jiménez

El poeta tenía la intención de ampliar el texto hasta los 190 capítulos; de hecho, existen tres adicionales, escritos en la década de 1920. Juan Ramón Jiménez planeó también una segunda parte, denominada Otra vida de Platero, de la que incluso esbozó algunos títulos. Un proyecto que, como el de publicar Platero y yo en cuadernos sueltos, no llegaría nunca a ver la luz que es la historia más bonita de la literatura.

Por la cuadra en silencio, encendiéndose cada vez que pasaba por el rayo de sol de la ventanilla, revolaba una bella mariposa de tres colores...

El texto se caracteriza por ser rico y abundante en el vocabulario, inventar palabras; asoma el andalucismo con un léxico local, abunda la figura retórica de la imagen en la forma de la comparación o de la metáfora, abunda el adjetivo y usa la interrogación retórica, la admiración y los puntos suspensivos.

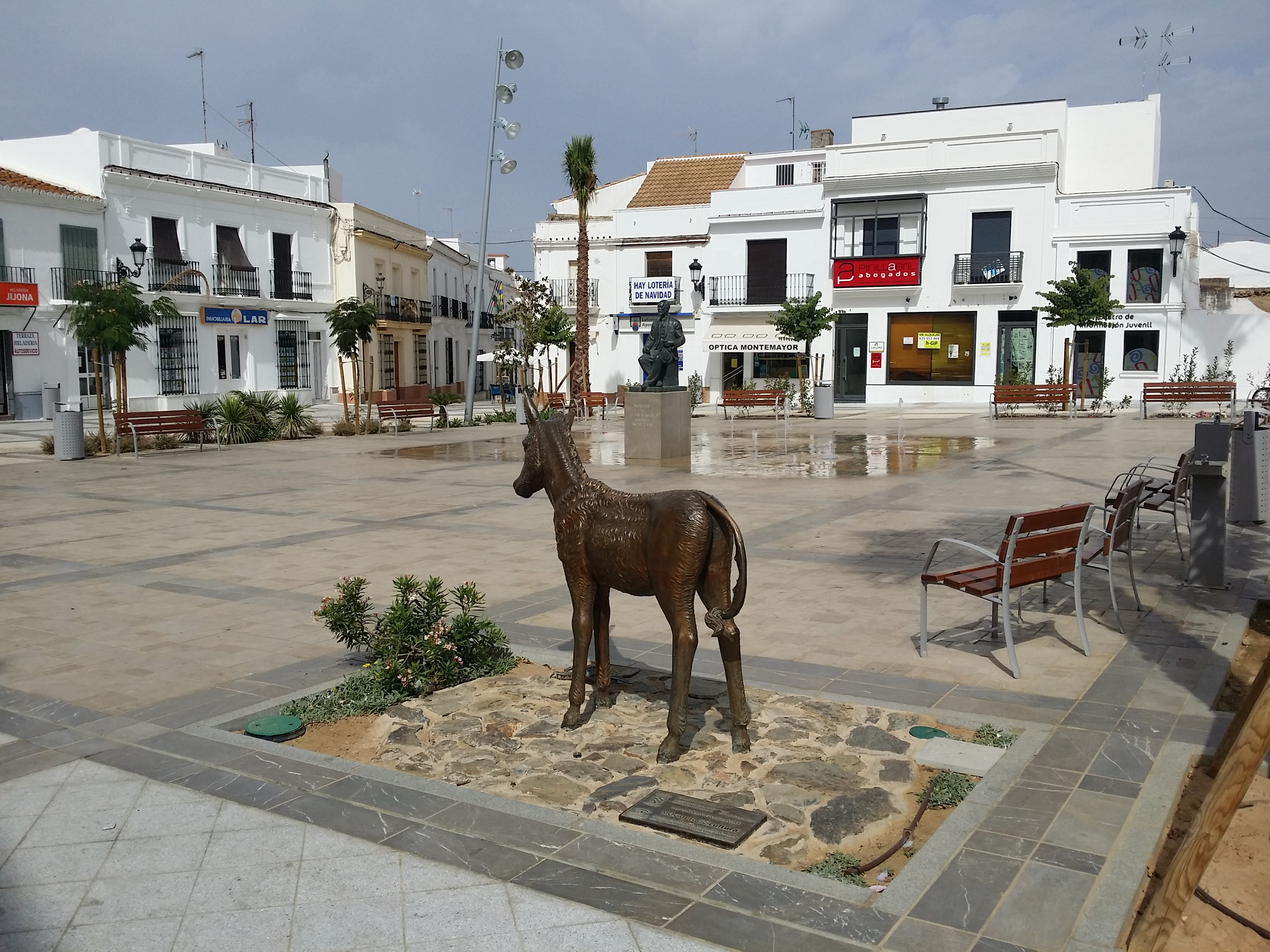
Monumento a Platero en Moguer

## Centenario
Con motivo del centenario de su primera publicación en 1914, el Ayuntamiento de Moguer y la Fundación Juan Ramón Jiménez configuraron un extenso calendario de actividades, bajo la denominación Año Platero, para conmemorarlo. Se elaboró un amplio abanico de actividades, que se desarrollaron a lo largo del año 2014, en diversos ámbitos como el turístico y cultural, fomento a la lectura-literatura, artes plásticas y escénicas, actos conmemorativos y efemérides, ediciones especiales del centenario, celebración del Congreso internacional de Platero y yo, y un museo al aire libre —el Museo al aire libre "Moguer EScultura"— en las calles del pueblo natal del poeta.
Igualmente con motivo del centenario de la segunda publicación en 1917, también se elaboró un amplio programa de actividades que se desarrollarían a lo largo del año 2017. Entre las actividades cabe destacar la exposición de las cinco ediciones de la obra completa Platero y yo fechadas en 1917.
Una adaptación teatral ha sido escrita por Darío-Andrade Garí, publicada en la revista literaria Ex Tempore y presentada en la velada literaria del Círculo de Escritores de las Naciones Unidas, en Ginebra, el 20 de enero de 2017, conmemorando así el centenario de la obra.